# Československá hokejová reprezentace v sezóně 1929/1930
Československá hokejová reprezentace v sezóně 1929/1930 sehrála celkem 6 zápasů.

## Přehled mezistátních zápasů
| Pořadí | Datum          | Soupeř    | Výsledek             | Soutěž                 | Místo utkání |
| ------ | -------------- | --------- | -------------------- | ---------------------- | ------------ |
| 54.    | 23. ledna 1930 | Japonsko  | 12:2 (3:1, 8:0, 1:1) | Turnaj                 | Davos        |
| 55.    | 1. února 1930  | Švýcarsko | 1:3 (1:2, 0:1, 0:0)  | Mistrovství světa 1930 | Chamonix     |
| 56.    | 9. února 1930  | Kanada    | 1:14 (0:4, 1:6, 0:4) | přátelsky              | Berlín       |
| 57.    | 10. února 1930 | Švýcarsko | 2:0 (0:0, 2:0, 0:0)  | přátelsky              | Berlín       |

## Další zápasy reprezentace
| Datum          | Soupeř       | Výsledek            | Soutěž    | Místo utkání |
| 21. ledna 1930 | Rakousko     | 3:2 (0:0, 2:1, 1:1) | Turnaj    | Davos        |
| 24. ledna 1930 | výběr Davosu | 8:3 (1:2, 5:1, 2:0) | přátelsky | Davos        |
| 4. února 1930  | ESV Füssen   | 4:1 (0:1, 3:0, 1:0) | přátelsky | Füssen       |
| 5. února 1930  | ESV Füssen   | 6:1 (3:0, 1:1, 2:0) | přátelsky | Füssen       |

## Bilance sezóny 1929/30
| Soupeř    | Zápasy | Výhry | Remízy | Prohry | Skóre |
| --------- | ------ | ----- | ------ | ------ | ----- |
| Japonsko  | 1      | 1     | 0      | 0      | 12:2  |
| Kanada    | 1      | 0     | 0      | 1      | 1:14  |
| Švýcarsko | 2      | 1     | 0      | 1      | 3:3   |
| Celkem    | 4      | 2     | 0      | 2      | 16:19 |

## Přátelské mezistátní zápasy
Československo –  Japonsko 12:2 (3:1, 8:0, 1:1)
23. ledna 1930 - Davos	
Branky Československa: 6. Josef Maleček, 10. Karel Hromádka, 13. Karel Hromádka, 18. Josef Maleček, 18. Bohumil Steigenhöfer, 21. Josef Maleček, 22. Karel Hromádka, 25. Josef Král, 29. Josef Maleček, 29. Jaroslav Pušbauer, 30. Jaroslav Pušbauer, 43. Josef Maleček

Branky Japonska: 3. ???, 43. ???

Rozhodčí: Ulrich Lederer (AUT)
ČSR: Jaroslav Pospíšil - Wolfgang Dorasil, Jaroslav Pušbauer, Josef Král –  Karel Hromádka, Josef Maleček, Bohumil Steigenhöfer – Jan Krásl, Wilhelm Heinz.
 Československo –  Kanada 1:14 (0:4, 1:6, 0:4)
9. února 1930 – Berlín

Branky Československa: Josef Maleček.

Branky Kanady: ???
ČSR: Mirko Nespor - Wolfgang Dorasil, Jaroslav Pušbauer – Karel Hromádka, Josef Maleček, Bohumil Steigenhöfer - Jan Krásl, Tomáš Švihovec, Jiří Tožička. 
 Československo –  Švýcarsko 2:0 (0:0, 2:0, 0:0)
10. února 1930 – Berlín

Branky Československa: 2x Josef Maleček.

Rozhodčí: Walter Brück (AUT)
ČSR: Mirko Nespor - Wolfgang Dorasil, Jaroslav Pušbauer – Karel Hromádka, Josef Maleček, Bohumil Steigenhöfer - Jan Krásl, Tomáš Švihovec, Jiří Tožička.

## Další zápas reprezentace
Československo –  Rakousko 3:2 (0:0, 2:1, 1:1)
21. ledna 1930 (11:15) – Davos

Branky Československa: 18. Josef Maleček, 26. Josef Maleček, 34. Karel Hromádka.

Branky Rakouska: 20. Ulrich Lederer, Ulrich Lederer.

Rozhodčí: Albert Geromini (SUI)
ČSR: Jaroslav Pospíšil – Wolfgang Dorasil, Jaroslav Pušbauer – Karel Hromádka, Josef Maleček, Bohumil Steigenhöfer – Jan Krásl, Tomáš Švihovec, Josef Král
Rakousko: Hermann Weiss - Walter Brück, Jacques Dietrichstein - Hans Tatzer, Blake Watson (CAN), Friedrich Demmer - Walter Sell, Hans Ertl, Ulrich Lederer
 Československo –  výběr Davosu 8:3 (1:2, 5:1, 2:0)
24. ledna 1930 – Davos

Branky Československa: 4x Josef Maleček, 2x Karel Hromádka, Wilhelm Heinz, Bohumil Steigenhöfer.

Branky Davosu: 0:1 ???, 0:2 ???
ČSR: Jaroslav Pospíšil - Wolfgang Dorasil, Jaroslav Pušbauer, Josef Král –  Karel Hromádka, Josef Maleček, Bohumil Steigenhöfer – Tomáš Švihovec, Wilhelm Heinz.
 Československo –  ESV Füssen 4:1 (0:1, 3:0, 1:0)
4. února 1930 (20:30) – Füssen

Branky Československa: 1:1 Josef Maleček, 2:1 Bohumil Steigenhöfer, 3:1 Josef Maleček, 4:1 Josef Maleček.

Branka Füssenu: 0:1 Kuhn.
ČSR: Jaroslav Pospíšil – Jaroslav Pušbauer, Josef Král - Karel Hromádka, Josef Maleček, Bohumil Steigenhöfer – Tomáš Švihovec, Wilhelm Heinz.
 Československo –  ESV Füssen 6:1 (3:0, 1:1, 2:0)
5. února 1930 – Füssen

Branky Československa: 1:0 Josef Maleček, 2:0 Josef Maleček, 3:0 Josef Maleček, 4:0 Bohumil Steigenhöfer, Josef Král, Karel Hromádka.

Branka Füssenu: 4:1 Schwimmböck.
ČSR: Jaroslav Pospíšil – Jaroslav Pušbauer, Josef Král - Karel Hromádka, Josef Maleček, Bohumil Steigenhöfer – Tomáš Švihovec, Wilhelm Heinz.